# 강용옥 (일제 강점기 관리)
강용옥(康龍玉, 일본식 이름:  永島望, 1918년 9월 23일 ~ ?)은 일제강점기의 관료이며 대한민국의 공무원이다.

## 생애
본관은 신주이며 제주도 남제주군 출신이다. 일본제3고등학교를 거쳐서 도쿄 제국대학 법학부 정치과를 졸업했다.
도쿄 제국대학 재학 중 일본 고등문관시험 행정과에 합격한 뒤 일본 농림성 소속으로 공무원이 되었다. 농림성 생활물자국에서 근무를 시작하여 산림국 사무관을 지냈다.
미군정 시기에는 식촌제약주식회사 사장 직무대리를 지내는 등 기업가로 잠시 활동하면서 국민대학교와 서울대학교 법과대학에서 강사로 근무했다.
제1공화국 성립과 함께 대한민국 상공부 공업국 공정과장직에 취임하여 관계로 돌아왔다. 이후 법제처 법제관(1951년)과 심계원 제2국장(1955년)을 역임했다. 1953년에는 변호사로 등록하기도 했다.
1955년에 상공부 상역국장에, 이듬해에는 상공부 공업국장에 차례로 임명되었다. 1950년대 후반에 상공부에서 근무하면서 국제연합 아시아극동경제위원회(ECAFE) 무역위원회와 ECAFE 경제사회회에 한국대표로 파견되었다.
일본 제국 공무원으로 재직한 경력으로 인해 2008년 발표된 민족문제연구소의 친일인명사전 수록예정자 명단 가운데 해외 부문에 선정되었다.

## 참고 자료
- 강용옥(康龍玉) - 국사편찬위원회